# Sineus e Truvor

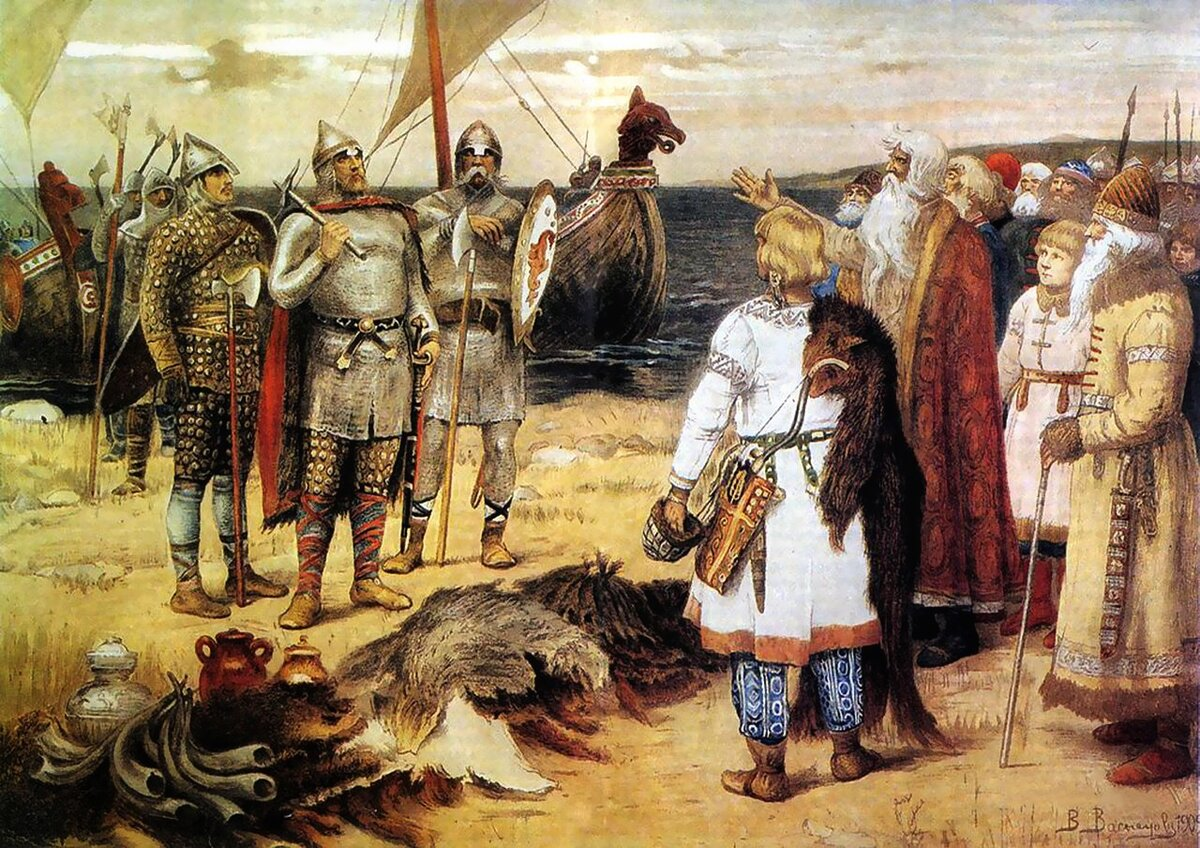
L'approdo di Rurik con i fratelli Sineus e Truvor al lago Ladoga, dipinto di Apollinarij Michajlovič Vasnecov.

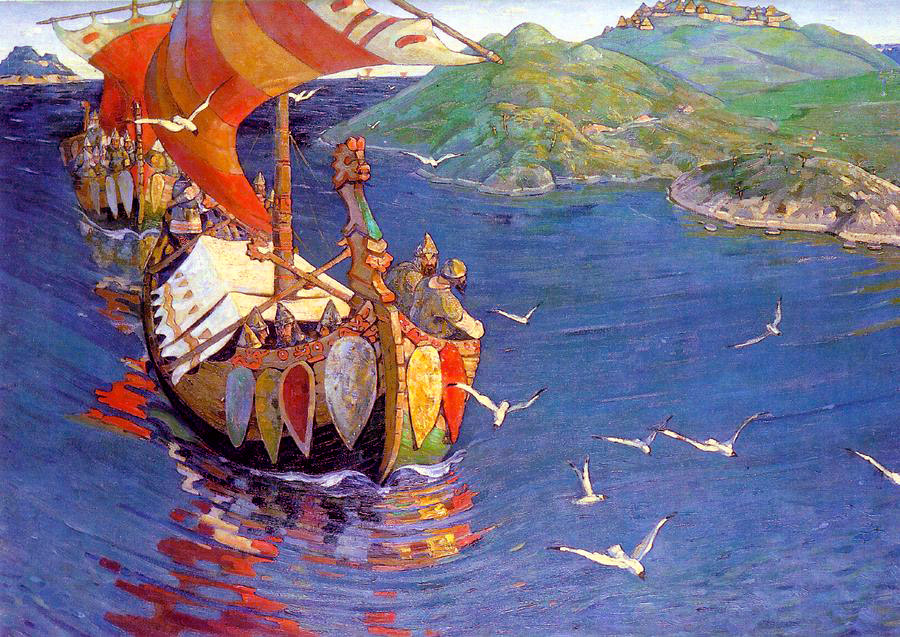
Ospiti d'oltremare, dipinto di Nikolaj Konstantinovič Roerich esposto alla Galleria Tret'jakov. Qui la spada è sul fianco sinistro di Rjurik e perciò non è rappresentato come mancino.

Sineus e Truvor sono due personaggi leggendari russi, vissuti, secondo le cronache, nel IX secolo.
Secondo la Cronaca degli anni passati, Sineus e Truvor sarebbero i fratelli di Rjurik, fondatore dell'entità statuale della Rus' da cui si sarebbe poi sviluppato lo stato russo.
Le ultime ricerche storiche dicono che erano figli del re Obodrita Godoslav (che li chiamava: Rurich, Sivar e Truvar) e della figlia del leggendario anziano Gostomysl, Umila (chiamata da suo marito, Uma). Rjurik, era il primo figlio nato circa nel 798. Truvor era il secondo figlio, nato attorno al 800. Sineus era il figlio minore, nato circa nel 801.
I tre fratelli, giunti nell'odierna Russia nordoccidentale, si stanziarono rispettivamente a Velikij Novgorod (Rjurik), a Beloozero (Sineus) e a Izborsk (Truvor); Sineus e Truvor morirono dopo relativamente poco tempo (864), lasciando Rjurik sovrano di tutta la terra della Rus', fino al 879.